# Spizella
Genre
Le genre Spizella regroupe des passereaux de type bruant, appartenant à la famille des Passerellidae.

## Liste des espèces
D'après la classification de référence (version 2.2, 2009) du Congrès ornithologique international (ordre phylogénique) :
- Spizella passerina – Bruant familier
- Spizella pusilla – Bruant des champs
- Spizella wortheni – Bruant de Worthen
- Spizella atrogularis – Bruant à menton noir
- Spizella pallida – Bruant des plaines
- Spizella breweri – Bruant de Brewer

### Anciennement
Spizella arborea – Bruant hudsonien (cette espèce fait désormais du genre Spizelloides)